# Арзамасский историко-художественный музей
Арзамасский историко-художественный музей — крупнейший музей юга Нижегородской области. Расположен в историческом центре города Арзамаса на Соборной площади.
Основан в 1957 году, как главный музей Арзамасской области.

## История
В 1954 город Арзамас стал центром вновь образованной Арзамасской области. В связи с этим возникла необходимость в открытии главного областного краеведческого музея. Поэтому было принято решение Исполкомом Арзамасского областного Совета депутатов трудящихся от 15 октября 1956 года: «Передать два здания бывшей Ильинской церкви (летнее и зимнее) Областному управлению культуры для размещения в них Областного Краеведческого музея и детского кинотеатра». Арзамасский краеведческий музей открыт решением Горьковского исполкома Областного совета от 22 июня 1957 года.
1 июля 1957 года первым директором краеведческого музея был назначен участник Великой Отечественной войны Иван Гурьевич Кораблев, ранее занимавший должность уполномоченного Совета по делам Русской православной церкви при Совете Министров СССР по Арзамасской области.
В 1967 году в самостоятельный Литературный музей им. А. П. Гайдара был выделен раздел, посвященный жизни и творчеству писателя.
В 1970 году музей реорганизован и отнесен к историческим, в этом же году музей принял участие во Всесоюзном смотре работы музеев, посвященном 100-летию со дня рождения В. И. Ленина.
В 1982 году часть музейной коллекции была передана для создания Мемориального музея А.М. Горького в г. Арзамасе.
В 1991 году музей переведен в разряд историко-художественных.

## Коллекции
Собрание музея составляет более 40 000 единиц хранения основного фонда и 1500 единиц хранения вспомогательного фонда: археология, коллекция тканей, фарфора, нумизматики, коллекция старопечатных книг, иконы, коллекция изделий арзамасских мастеров, живопись и графика, мебель и другие.
Музей хранит множество коллекций выдающихся арзамасцев, заслуженных работников всех сфер деятельности, кавалеров ордена Ленина, Почётных граждан города. Среди музейных предметов можно особо выделить уникальные коллекции документов, фотографий, наград и личных вещей Героев Советского Союза Ваганова И.С., Захарова А.И., Старчикова Н.А., Новикова В.А., Филиппова А.В., Героев Социалистического Труда Лилуевой З.Н., Устимовой К.И., полных кавалеров ордена Славы Щипачкина А.И., Чижкова Н.И., Героя РФ Фадина А.М., адмирала флота Сорокина А.И., генерал-майора Суханова А.Н., генерал-лейтенанта Лобанова М.М. и многих других.
О поселениях существовавших на месте Арзамаса, рассказывает богатая археологическая коллекция. В витринах музея представлены образцы медных изделий, финифти, резьба иконостасная и домовая. Богатая православная жизнь города с его огромным количеством церквей (до революции их было 25) и четырьмя монастырями, действовавшими в разное время, нашла отражение в экспозиции музея.
Основная экспозиция музея в главном здании состоит из двух отделов:
- исторического, представляющего развитие города с древнейших времен до наших дней;
- художественного, посвященного первой в России частной школе живописи А. В. Ступина. В художественном собрании музея хранятся картины выдающихся художников XIX-XX вв. Николая Андреевича Кошелева, Василия Григорьевича Перова, Николая Михайловича Алексеева, Рафаила Александровича Ступина, Николая Ефимовича Рачкова, Андрея Осиповича Карелина и других.
16 ноября 2022 года из личной коллекции управляющего делами Российского Союза антикваров Александра Михайловича Кудиновича в фонды Арзамасского историко-художественного музея был передан портрет работы академика А.В.Ступина "Портрет неизвестной с книгой". Уникальность картины заключается в том, что она подписана и датирована самим Ступиным. На сегодняшний день известно только о двух портретах датированных и подписанных академиком.
1 апреля 2024 года Арзамасскому историко-художественному музею было передано здание бывшего кинотеатра "Искра" на ул. Карла Маркса.
27 апреля 2024 года состоялось открытие Музейного павильона на Соборной площади.

## Отделы музея
| Иллюстрация | Название                                                      | Адрес                              | Описание |
| ----------- | ------------------------------------------------------------- | ---------------------------------- | --- |
|             | Выставочный отдел Арзамасского историко-художественного музея | Россия, Арзамас, Карла Маркса, 53А | Изначально основан как самостоятельно учреждение «Арзамасский городской Выставочный зал» и был открыт в 1989 году. В октябре 2014 г. в результате реорганизации путем присоединения Арзамасскому историко-художественному музею было передано здание Арзамасского выставочного зала, на базе которого создан Выставочный отдел музея. Специализируется на организации культурного досуга населения, гостей города. Ежегодно в стенах Выставочного отдела музея проходят десятки выставок, сотни тематических и обзорных экскурсий, лекций, презентаций, театрализованных представлений, мастер – классы и творческие встречи с участием художников, литераторов, музыкантов. Учреждение принимает активное участие в разнообразных конкурсах, мероприятиях и проектах общегородского, областного и всероссийского значения. Наряду с выставочной деятельностью Учреждение вносит большой вклад в духовно-нравственное и патриотическое воспитание подрастающего поколения, проводит выставки детского творчества «Веселые каникулы», «Колейдоскоп впечатлений». В рубрике «Свежий взгляд» в Выставочном отделе музея демонстрируют свои таланты молодые и перспективные художники, начиная тем самым свой творческий путь. Экспозиционно – выставочная площадь зала составляет 361 кв.м. Экспозиции меняются ежемесячно. Основной фонд постоянного хранения насчитывает 156 единиц и включает в себя произведения живописи, графики, скульптуры и других произведений искусства. Среди них – картины всемирно известных художников: Народных художников СССР А.П. и С.П.Ткачёвых, заслуженного художника РФ, заслуженного работника культуры РСФСР Василия Клементьевича Шишкина; заслуженного художника РСФСР Дмитрия Дмитриевича Арсенина; заслуженных работников культуры РФ Н.А. Галочкина, В.В.Вершинина; членов Союза художников РФ Г.Надеждина, А.Москвичева, А. Щелокова; арзамасских художников, С.А.Сорокина, В.Швецова и др. авторов. В коллекции скульптуры представлены работы заслуженного работника культуры РФ Михаила Михайловича Лимонова, заслуженного художника РФ Виктора Ивановича Пурихова Фонд временного хранения составляет более 2 000 единиц в год. Выставочный отдел музея активно сотрудничает с профильными учреждениями культуры, частными лицами из разных городов России и зарубежных стран. За 30 лет организовано и проведено более шестисот выставок произведений отечественного и мирового искусства из России, Китая, Индии, Кореи, Швейцарии, Доминиканской Республики и других государств. |
|             | Отдел в бывшем кинотеатре "Искра" (закрыт на реконструкцию)   | Россия, Арзамас, Карла Маркса, 15  | В 2024 году Арзамасскому историко-художественному музею передано здание бывшего кинотеатра "Искра", в котором до национализации произошедшей в 1919 году находился первый в городе электротеатр "ГеТэ" принадлежащий арзамасскому купцу Василию Николаевичу Терентьеву. |
|             |                                                               |                                    | |

## Здания музея
1. Главное здание музея - г. Арзамас, пл.Соборная, д.9 . С 1957 года  по декабрь 2012 года музей находился в здании Ильинской церкви — памятник архитектуры (федерального значения) XVIII века.                                                                                                                                                                                      С 1 января 2013 года музей переехал из здания Ильинской церкви в дом титулярного советника, провизора Александра Алексеевича Москвина.[11] Дом А. А. Москвина является объектом культурного наследия регионального значения. В этом здании в 1919-20 гг. размещался Арзамасский городской Союз молодёжи, в работе которого принимал активное участие Аркадий Гайдар.[12]
2. Выставочный отдел - г.Арзамас, ул.Карла Маркса, д. 53-В.

## Директора музея
1957 - 1959 – Иван Гурьевич Кораблев, участник Великой Отечественной войны.
1959 - 1970 – Зоя Ефимовна Ерофеева, заслуженный работник культуры РСФСР, Почётный гражданин города Арзамаса.
1970 - Альбина Михайловна Ширяева.
1971 - 1978 – Пётр Васильевич Еремеев, член Союза журналистов СССР.
1978 - 2001 – Татьяна Митрофановна Ильченко, заслуженный работник культуры РФ.
2001 - 2018 – Надежда Викторовна Разина, заслуженный работник культуры РФ.
2019 - 2020 – Ирина Сергеевна Косолапова.
2020 - 2022 – Ольга Евгеньевна Пряникова, заслуженный работник культуры РФ.
C 2022 года Арзамасский историко-художественный музей возглавляет Евгений Павлович Бутусов, член Союза журналистов России, лауреат премии Минина и Пожарского.